# USA:s energidepartement
USA:s energidepartement (engelska: United States Department of Energy, förkortning: DOE) är ett regeringsdepartement i den verkställande grenen av USA:s federala statsmakt under ledning av energiministern (engelska: Secretary of Energy).

## Bakgrund och ansvarsområde
Bland ansvarsområdena för USA:s energidepartement finns energipolitik, forskning på energiområdet och säkerhetsfrågor kopplade till kärnkraft och radioaktivt avfall, men även landets kärnvapenprogram och flottans atomdriftsprogram.
Departementet instiftades 4 augusti 1977 när USA:s president Jimmy Carter undertecknade lagförslaget från USA:s kongress som därefter benämns som "Department of Energy Organization Act" (Public Law 95–91).

### Myndigheter
| Logotyp | Namn                                     | Förkortning | Uppdrag | Bildad | Notering          |
| ------- | ---------------------------------------- | ----------- | --- | ------ | ----------------- |
|         | Advanced Research Projects Agency–Energy | ARPA-E      | Energiforskning, uppbyggd efter mönster från DARPA | 2009   | [ 4 ]             |
|         | Energy Information Administration        | EIA         | Statistik och information om energisektorn | 1977   | [ 5 ]             |
|         | Federal Energy Regulatory Commission     | FERC        | Reglering av el- och energiförsäljning över delstatsgränser och till utlandet. Formellt en del av energidepartementet, men genom lag självständig gentemot presidenten och kongressen inom sitt ansvarsområde | 1977   | [ 6 ] [ 7 ] [ 8 ] |
|         | National Nuclear Security Administration | NNSA        | Ansvar för USA:s kärnvapen, flottans kärnkraftsprogram, ickespridningsfrågor samt insatser vid radiologiska olyckor                                                                                           | 2000   | [ 9 ]             |

### Anläggningar

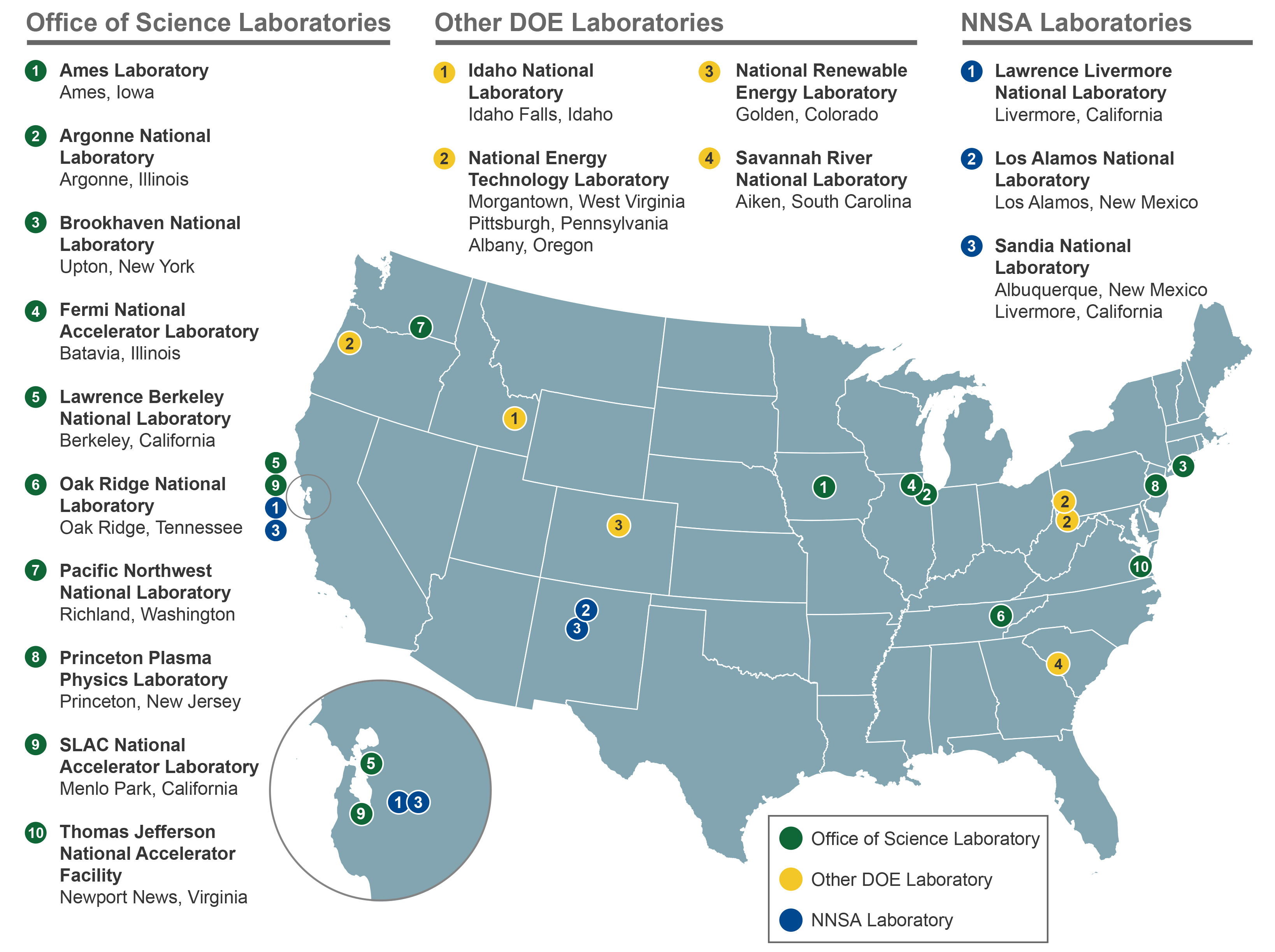
Karta över forskningsinstitut tillhörande USA:s energidepartement (2014).

Till energidepartementet, genom dess avdelningar och myndigheter, hör flera forskningsläggningar benämnda som nationallaboratorier (engelska: national laboratories). De flesta av anläggningarna drivs på kontraktsbasis av privata företag eller universitet.

#### Nationallaboratorier
| Namn                                             | Plats                     | Bildat            | Drivs av |
| Office of Science                                | Office of Science         | Office of Science | Office of Science |
| ------------------------------------------------ | ------------------------- | ----------------- | --- |
| Lawrence Berkeley National Laboratory            | Berkeley, Kalifornien     | 1931              | University of California (från 1931) |
| Oak Ridge National Laboratory                    | Oak Ridge, Tennessee      | 1943              | University of Chicago samt DuPont (innan 1945) Monsanto (ca. 1945–1947) Union Carbide (1947–1984) Martin Marietta (1984–1995) Lockheed Martin (1995–2000) UT–Battelle (från april 2000) |
| Argonne National Laboratory                      | DuPage County, Illinois   | 1946              | UChicago Argonne, LLC |
| Ames Laboratory                                  | Ames, Iowa                | 1947              | Iowa State University (från 1947) |
| Brookhaven National Laboratory                   | Upton, New York           | 1947              | Associated Universities, Inc. (1947–1998) Stony Brook University (från 1998) Battelle Memorial Institute                                                                                |
| Princeton Plasma Physics Laboratory              | Princeton, New Jersey     | 1951              | Princeton University (från 1951) |
| SLAC National Accelerator Laboratory             | Menlo Park, Kalifornien   | 1962              | Stanford University (från 1962) |
| Pacific Northwest National Laboratory            | Richland, Washington      | 1965              | Battelle Memorial Institute (från 1965) |
| Fermi National Accelerator Laboratory            | Batavia, Illinois         | 1967              | Fermi Research Alliance (från 2007) |
| Thomas Jefferson National Accelerator Facility   | Newport News, Virginia    | 1984              | Jefferson Science Associates, LLC (från 2006) |
| National Nuclear Security Administration         |                           |                   | |
| Los Alamos National Laboratory                   | Los Alamos, New Mexico    | 1943              | University of California (1943–2007) Los Alamos National Security, LLC (2007–2018) Triad National Security, LLC (från 2018)                                                             |
| Sandia National Laboratories                     | Albuquerque, New Mexico   | 1948              | University of California (1948–1949) AT&T Corporation (1949–1993) Lockheed Martin (1993–2017) Honeywell International (från 2017)                                                       |
| Sandia National Laboratories                     | Livermore, Kalifornien    | 1948              | University of California (1948–1949) AT&T Corporation (1949–1993) Lockheed Martin (1993–2017) Honeywell International (från 2017)                                                       |
| Lawrence Livermore National Laboratory           | Livermore, Kalifornien    | 1952              | University of California (1952–2007) Lawrence Livermore National Security, LLC (från 2007)                                                                                              |
| Office of Energy Efficiency and Renewable Energy |                           |                   | |
| National Renewable Energy Laboratory             | Golden, Colorado          | 1977              | MRIGlobal (1997–2008) Alliance for Sustainable Energy, LLC (från 2008) |
| Office of Environmental Management               |                           |                   | |
| Savannah River National Laboratory               | Aiken, South Carolina     | 1952              | Savannah River Nuclear Solutions, LLC (från 2008) |
| Office of Fossil Energy & Carbon Management      |                           |                   | |
| National Energy Technology Laboratory            | Pittsburgh, Pennsylvania  | 1910              | Anläggningen är inte utkontrakterad |
| National Energy Technology Laboratory            | Morgantown, West Virginia | 1946              | Anläggningen är inte utkontrakterad |
| National Energy Technology Laboratory            | Albany, Oregon            | 2005              | Anläggningen är inte utkontrakterad |
| Office of Nuclear Energy                         |                           |                   | |
| Idaho National Laboratory                        | Idaho Falls, Idaho        | 1949              | Bechtel (prior to 2005) Battelle Memorial Institute (från 2005) |

#### Övriga anläggningar
- Nevada National Security Site
- Y-12 National Security Complex